# إکسيلام
إكسيلام (بالإنجليزية: Xilam) المعروف أيضًا باسم إكسيلام للرسوم المتحركة (بالإنجليزية: Xilam Animation) هو استوديو رسوم متحركة فرنسي متخصص في صنع المسلسلات التلفزيونية المتحركة والأفلام الروائية . أسسها مارك دو بونتافيس وزوجته أليكس في عام 1999 كبديل لقسم الرسوم المتحركة في شركة Gaumont Multimédia ، والتي كانت في حد ذاتها فرعًا من قسم التلفزيون في الشركة شركة أفلام غومونت ، وهي الشركة التي شارك في تأسيسها في عام 1990.  استمرت شركة أفلام غومونت في إبرام صفقة مع إكسيلام حتى عام 2003. كانت شركة Gaumont Multimédia شركة لنشر ألعاب الفيديو حتى إغلاقها في عام 2004.

## تاريخ
يرتبط أصل إكسيلام ارتباطًا وثيقًا بنشاط إنتاج التلفزيون لشركة شركة أفلام غومونت ، والذي تم إطلاقه في أوائل التسعينيات. منذ عام 1990، انضم مارك دو بونتافيس إلى مجموعة Gaumont لتطوير نشاط إنتاج تلفزيوني وشارك في تأسيس شركة أفلام غومونت .  من عام 1994 إلى عام 1998، حققت بعض الرسوم المتحركة مثل Space Goofs و أوغي والصراصير نجاحًا دوليًا، ولم تشتر شركة إكسيلام الإنتاجات الحالية من Gaumont إلا في عام 1999، بما في ذلك أوغي، كما دخلت في شراكة مع التاجر الألماني Igel Media للحصول على أصول Gaumont Multimedia. 
في عام 2002 دخلت شركة إكسيلام بورصة باريس . 
حققت برامج Xilam، بما في ذلك مدرسة Shuriken ،  Space Goofs ،  و أوغي والصراصير  نجاحًا دوليًا.
في عام 2003، أصدرت الشركة أول فيلم رسوم متحركة لها، وهو Kaena: The Prophecy المستند إلى صور منشأة بالحاسوب  وفي عام 2005، أعلنت عن فيلم رسوم متحركة مستند إلى The New Adventures of Lucky Luke .  اشترت شركة Xilam استوديو Armada للرسوم المتحركة في فيتنام في عام 2008.
في عام 2012، أعلنوا عن إنتاج فيلم Oggy and the Cockroaches: The Movie .  في عام 2016، افتتح الاستوديو مكتبًا جديدًا في ليون، فرنسا من أجل تسريع الإنتاج.   سوف يقوم هذا الاستوديو الجديد بإنتاج سلسلة Paprika بالإضافة إلى الموسم الثاني من كل ده خيال . 
أعلنت شركة Xilam عن إنتاج المواسم 5 و6 و7 من أوغي والصراصير باستخدام تقنية 4K.  تم افتتاح استوديو جديد في أنغوليم بهدف إعادة الإنتاج إلى فرنسا بالإضافة إلى إنتاج فيلوربان.  في عام 2019، أُعلن أن شركة Xilam ستستحوذ على 50.1% من استوديو الرسوم المتحركة الفرنسي Cube Creative .  تم الانتهاء من الصفقة في 20 يناير 2020.  